# 吉野村 (岡山県英田郡)
吉野村（よしのそん）は、岡山県英田郡にあった村。1900年3月31日までは吉野郡に属していた。

## 概要
現在の美作市小ノ谷・五名・大聖寺・豆田・宮原・山手に当たる。
この地域に発達した村落は五名・峠・小滝・牛飼宮原・大聖寺・豆田・小ノ谷村東分・小ノ谷村西分・山手の各村であり、かつては英多郡吉野郷に属し、その後荘園が発達すると吉野荘と呼ばれた。
村名は吉野荘から命名された。
東端の兵庫県境には金生山と称する銅山があり銀鉱も含めて多量な鉱産があったが、昭和初年頃から次第に衰退し廃山となった。

## 沿革
- 明治5年8月13日（1872年9月15日） - 峠村・小滝村・牛飼宮原村が合併して宮原村となる。小ノ谷村東分と西分が合併して小ノ谷村となる[1]。
- 1883年（明治16年）2月15日 - 連合戸長役場制度発足により、吉野郡第九部戸長役場を豆田村に設置し、同村および小ノ谷村・山手村・大聖寺村・五名村・宮原村を管轄[1][3]。
- 1889年（明治22年）6月1日 - 町村制施行に伴い、第九部戸長役場管轄区域の6村が合併し、吉野村が発足。大字豆田に役場を置く[2]。
- 1903年（明治26年） - 五名の三遷小学校を尋常吉野小学校と改称。その後吉野尋常小学校、吉野尋常高等小学校と改称する[2]。
- 1900年（明治33年）4月1日 - 吉野郡が英田郡と合併し、英田郡となる。
- 1907年（明治40年） - 豆田に吉野郵便局を開局[2]。
- 1953年（昭和28年）9月1日 - 英田郡江見町・土居町・粟井村・福山村と合併して作東町となる。

## 当時の主要施設
- 吉野小学校（後の美作市立吉野小学校、2008年閉校）

## 地名の読み方
- 小ノ谷（おのたに）
- 五名（ごみょう）
- 大聖寺（だいしょうじ）
- 豆田（まめだ）
- 宮原（みやばら）
- 山手（やまて）

## 現在の様子

### 郵便番号
- 709-4211 美作市五名
- 709-4212 美作市宮原
- 709-4213 美作市大聖寺
- 709-4214 美作市豆田
- 709-4215 美作市小ノ谷
- 709-4216 美作市山手

### 教育
旧村内に現在教育機関なし

### 交通

#### 鉄道
旧村内を走る鉄道及びその駅なし

#### 道路

##### 高速道路
旧村内を走る高速道路なし

##### 国道
旧村内を走る国道なし

##### 県道
- 主要地方道
  - 岡山県道5号作東大原線

- 一般県道
  - 岡山県道124号宮原力万線
  - 岡山県道161号市場佐用線

### 河川・山岳

#### 河川
- 吉野川
- 河内川

### 名所・旧跡・観光スポット・祭事・催事

#### 名所･観光スポット
- 大聖寺（アジサイの名所）

### 寺院・神社

#### 寺院
- 大聖寺
- 法輪寺

#### 神社
- 伊垣神社
- 大彌満神社
- 王子神社
- 天曳神社